# Kunzea pauciflora
Espèce
Classification phylogénétique
Kunzea pauciflora, la kunzea du mont Melville, est une espèce de plante à fleurs de la famille des Myrtaceae endémique d'une petite zone de la côte sud de l'Australie-Occidentale. C'est un petit arbuste aux tiges densément ramifiées près de leurs extrémités, des feuilles linéaires et une, deux ou trois petites fleurs roses près des extrémités des branches, mais généralement seulement au sommet de l'arbuste.

## Description
Kunzea pauciflora est un arbuste généralement d'une hauteur de 0,35 à 1,5 m, aux tiges densément ramifiées près de leurs extrémités. Ses feuilles sont linéaires, longues de 3,5 à 6,5 mm  et larges de 0,4 à 1 mm sur un pétiole de 0, 4 à 1.0 mm de long.
Les fleurs apparaissent seules, par paires ou par groupes de trois à cinq aux extrémités de longues pousses ou des branches. Elles ont des bractées ovoïdes de 2,5 à 3.5 mm de long et environ 1,5 mm de large et des paires de bractéoles lancéolées à la base des fleurs. Les sépales sont triangulaires, longs de 2 à 2,6 mm et glabres et les pétales sont roses, ovoïdes ou plus ou moins ronds, longs de 3,5 à 4 mm. Il y a entre 39 et 46 étamines de 3,3 à 4,1 mm  de long disposées en plusieurs verticilles. La floraison a lieu entre août et novembre. Le fruit est une capsule en forme d'urne à laquelle les sépales dressés restent attachés,.

## Taxonomie et dénomination
Kunzea pauciflora a été formellement décrit pour la première fois en 1844 par Johannes Conrad Schauer dans le Plantae Preissianae (en) de Johann Georg Christian Lehmann à partir d'un spécimen récolté près du cap Riche (en) en 1840,. Son épithète spécifique pauciflora est formée des mots latins paucus signifiant « peu nombreux » :489 et flos signifiant « fleur »:338,,.

## Distribution et habitat
La kunzea du mont Melville se trouve à flanc de colline et sur les pentes près de la côte autour du  cap Riche (en) dans le parc national de Fitzgerald River, où elle pousse dans des sols sableux graveleux ou limoneux, sur du calcaire ou du grès,.

## Statut de conservation
Kunzea pauciflora est classée comme « Priorité quatre » par le Département des parcs et de la faune (en) du gouvernement d'Australie-Occidentale, ce qui signifie qu'elle est rare ou quasi menacée.